# Міклешть (комуна)
Міклешть, Міклешті (рум. Miclești) — комуна у повіті Васлуй в Румунії. До складу комуни входять такі села (дані про населення за 2002 рік):
- Кірчешть (1421 особа)
- Міклешть (1078 осіб)
- Попешть (498 осіб)

Комуна розташована на відстані 297 км на північний схід від Бухареста, 22 км на північ від Васлуя, 41 км на південний схід від Ясс.

## Населення
За даними перепису населення 2002 року у комуні проживали 2997 осіб, усі — румуни. Усі жителі комуни рідною мовою назвали румунську.
Склад населення комуни за віросповіданням:
| Релігія       | Кількість осіб | Відсоток |
| ------------- | -------------- | -------- |
| православні   | 2982           | 99,5%    |
| римо-католики | 9              | 0,3%     |
| баптисти      | 5              | 0,2%     |
| п'ятдесятники | 1              | < 0,1%   |